# (20606) Widemann
(20606) Widemann est un astéroïde de la ceinture principale.

## Description
(20606) Widemann est un astéroïde de la ceinture principale. Il fut découvert le 5 septembre 1999 à la station Anderson Mesa par le programme LONEOS. Il présente une orbite caractérisée par un demi-grand axe de 3,07 unités astronomiques, une période de révolution de 5,39 ans, une excentricité de 0,13 et une inclinaison de 8,9° par rapport à l'écliptique.
Il a été nommé en honneur de l'astronome français Thomas Widemann, planétologue à l'Observatoire de Paris, membre de l'Institut d'Études Culturelles Internationales de l'Université de Versailles-Saint-Quentin-en-Yvelines, et membre correspondant de l'Académie Internationale d'Astronautique. 

## Compléments